# Dmitri Jurjewitsch Biwol
Dmitri Jurjewitsch Biwol (russisch Дмитрий Юрьевич Бивол; * 18. Dezember 1990 in Tokmok, Sowjetunion) ist ein russischer Profiboxer und aktueller Weltmeister aller vier bedeutenden Verbände (WBA, IBF, WBC, WBO) im Halbschwergewicht.

## Amateurkarriere
Dmitri Biwol bestritt 283 Amateurkämpfe, von denen er 268 gewann.
Er gewann 2005 die Schüler-Europameisterschaft in Twer, 2006 die Kadetten-Europameisterschaft in Tirana und die Kadetten-Weltmeisterschaft in Istanbul, sowie 2007 die Kadetten-Weltmeisterschaft in Baku. 2008 gewann er Bronze bei der Jugend-Weltmeisterschaft in Guadalajara.
2009 unterlag er im Viertelfinale der Russischen Meisterschaft gegen Maxim Gassissow, gewann jedoch 2010 eine Bronzemedaille, nachdem er im Halbfinale erneut gegen Gassissow unterlegen war. Zuvor hatte er jedoch unter anderem Xaybula Musalov und Maxim Koptjakow bezwungen. 2011 kämpfte er sich unter anderem mit einem Sieg gegen Artjom Tschebotarjow bis in das Finale im Mittelgewicht vor, wo er gegen Maxim Koptjakow verlor und Vizemeister wurde.
2012 wurde er Russischer Meister im Halbschwergewicht und schlug dabei im Finale Nikita Iwanow, zudem gewann er im selben Jahr die U22-Europameisterschaft in Kaliningrad.
2013 gewann er im Halbschwergewicht die Silbermedaille bei der Sommer-Universiade in Kasan und die Goldmedaille bei den World Combat Games in Sankt Petersburg.
2014 wurde er mit einem Finalsieg gegen Nikita Iwanow erneut Russischer Meister im Halbschwergewicht.

## Profikarriere
Sein Profidebüt gewann er am 28. November 2014. Er steht beim russischen Promoter World of Boxing unter Vertrag, unterzeichnete jedoch im November 2017 einen Co-Promotion-Deal bei Main Events Promotions und im Januar 2019 einen weiteren bei Matchroom Boxing USA und beim Streamingdienst DAZN.
Am 21. Mai 2016 gewann er in seinem siebenten Kampf die Interims-Weltmeisterschaft der WBA im Halbschwergewicht; er besiegte dabei Felix Valera (13-0) einstimmig nach Punkten. Im Anschluss gewann er vier weitere Kämpfe, darunter Titelverteidigungen gegen Robert Berridge (29-5) und Samuel Clarkson (19-3). Im Juni 2017 besiegte er Cedric Agnew (29-2), der im März 2014 WBO-WM-Herausforderer von Sergei Kowaljow war.
Im Oktober 2017 wurde Biwol vom Interims- zum regulären Weltmeister der WBA im Halbschwergewicht ernannt, nachdem der bisherige Titelträger Badou Jack den Gürtel niedergelegt hatte.
Seine erste Titelverteidigung gewann Biwol am 4. November 2017 in Monte-Carlo durch K. o. in der ersten Runde gegen den Australier Trent Broadhurst (20-1). Vom Ring Magazine wurde er inzwischen auf Rang 7 der Weltrangliste gesetzt.
2018 verteidigte er den Titel jeweils gegen den Kubaner Sullivan Barrera (21-1), den Südafrikaner Isaac Chilemba (25-5) und den Kanadier Jean Pascal (33-5), wodurch er bereits zur Nummer 2 des Ring Magazine aufstieg.
2019 folgten weitere Titelverteidigungen gegen den US-Amerikaner Joe Smith junior (24-2) und den Dominikaner Lenin Castillo (20-2). Im Oktober 2019 wurde er von der WBA in den Status des Super Champions erhoben.
Nachdem er 2020 keinen Kampf bestritten hatte, siegte er 2021 gegen den Briten Craig Richards (16-1) und seinen Landsmann Umar Salamow (26-1).
Am 7. Mai 2022 siegte er einstimmig nach Punkten gegen Saúl Álvarez (57-1) und am 5. November 2022 ebenfalls einstimmig gegen Gilberto Ramírez (44-0).
Am 23. Dezember 2023 siegte er einstimmig gegen den Briten Lyndon Arthur (23-1) und traf am 12. Oktober 2024 auf den ebenfalls ungeschlagenen Weltmeister aller vier Verbände, Artur Beterbijew (20-0, 20 KO), dem er durch Mehrheitsentscheidung nach Punkten unterlag. Im Rückkampf der beiden Boxer konnte sich dann am 22. Februar 2025 Biwol nach Punkten durchsetzen und neuer unumstrittener Weltmeister im Halbschwergewicht werden.

## Liste der Profikämpfe
| 24 Siege (12 K.-o.-Siege), 1 Niederlagen, 0 Unentschieden |              |                                                       |                                                                         |                                                     |
| Jahr                                                      | Tag          | Ort                                                   | Gegner                                                                  | Ergebnis für Biwol                                  |
| 2014                                                      | 28. November | Olympiastadion Luschniki, Moscow, Russland            | Jorge Rodriguez Olivera                                                 | Sieg / TKO 6. Runde                                 |
| 2015                                                      | 10. April    | Olympiastadion Luschniki, Moscow, Russland            | Konstantin Piternow                                                     | Sieg / TKO 3. Runde                                 |
| 2015                                                      | 22. Mai      | Olympiastadion Luschniki, Moscow, Russland            | Joey Vegas                                                              | Sieg / KO 4. Runde                                  |
| 2015                                                      | 27. August   | The Hangar, Costa Mesa, USA                           | Felipe Romero                                                           | Sieg / KO 8. Runde                                  |
| 2015                                                      | 4. November  | Tatneft-Arena, Kazan, Russland                        | Jackson Dos Santos WBA-Intercontinental Halbschwergewicht-Meisterschaft | Sieg / TKO 4. Runde                                 |
| 2016                                                      | 18. Februar  | The Hangar, Costa Mesa, USA                           | Cleiton Conceição                                                       | Sieg / KO 4. Runde                                  |
| 2016                                                      | 21. Mai      | Megasport-Arena, Moscow, Russland                     | Felix Valera WBA-Interim Halbschwergewicht-Weltmeisterschaft            | Punktsieg (einstimmig) / 12 Runden                  |
| 2016                                                      | 29. Oktober  | Zentralstadion, Ekaterinburg, Russland                | Jewgeni Machteijenko                                                    | Punktsieg (einstimmig) / 10 Runden                  |
| 2017                                                      | 23. Februar  | Forum, Nizhny Tagil, Russland                         | Robert Berridge WBA-Interim Halbschwergewicht-Titelverteidigung         | Sieg / TKO 4. Runde                                 |
| 2017                                                      | 14. April    | MGM National Harbor, Oxon Hill, USA                   | Samuel Clarkson WBA-Interim Halbschwergewicht-Titelverteidigung         | Sieg / TKO 4. Runde                                 |
| 2017                                                      | 17. Juni     | Mandalay Bay Resort and Casino, Las Vegas, USA        | Cedric Agnew                                                            | Sieg / TKO 4. Runde                                 |
| 2017                                                      | 4. November  | Spielbank Monte-Carlo, Monte Carlo, Monaco            | Trent Broadhurst WBA-Reguläre Halbschwergewicht-Titelverteidigung       | Sieg / KO 1. Runde                                  |
| 2018                                                      | 3. März      | Madison Square Garden, New York, USA                  | Sullivan Barrera WBA-Reguläre Halbschwergewicht-Titelverteidigung       | Sieg / TKO 12. Runde                                |
| 2018                                                      | 4. August    | Hard Rock Live, Atlantic City, USA                    | Isaac Chilemba WBA-Reguläre Halbschwergewicht-Titelverteidigung         | Punktsieg (einstimmig) / 12 Runden                  |
| 2018                                                      | 24. November | Hard Rock Live, Atlantic City, USA                    | Jean Pascal WBA-Reguläre Halbschwergewicht-Titelverteidigung            | Punktsieg (einstimmig) / 12 Runden                  |
| 2019                                                      | 9. März      | Turning Stone Resort & Casino, Verona, USA            | Joe Smith junior WBA-Reguläre Halbschwergewicht-Titelverteidigung       | Punktsieg (einstimmig) / 12 Runden                  |
| 2019                                                      | 12. Oktober  | Wintrust Arena, Chicago, USA                          | Lenin Castillo WBA-Halbschwergewicht-Titelverteidigung                  | Punktsieg (einstimmig) / 12 Runden                  |
| 2021                                                      | 1. Mai       | Manchester Arena, Manchester, Großbritannien          | Craig Richards WBA-Halbschwergewicht-Titelverteidigung                  | Punktsieg (einstimmig) / 12 Runden                  |
| 2021                                                      | 11. Dezember | KRK Uralez, Jekaterinburg, Russland                   | Umar Issajewitsch Salamow WBA-Halbschwergewicht-Titelverteidigung       | Punktsieg (einstimmig) / 12 Runden                  |
| 2022                                                      | 7. Mai       | T-Mobile Arena, Las Vegas, USA                        | Saúl Álvarez WBA-Halbschwergewicht-Titelverteidigung                    | Punktsieg (einstimmig) / 12 Runden                  |
| 2022                                                      | 5. November  | Etihad Arena, Abu Dhabi, Vereinigte Arabische Emirate | Gilberto Ramírez WBA-Halbschwergewicht-Titelverteidigung                | Punktsieg (einstimmig) / 12 Runden                  |
| 2023                                                      | 23. Dezember | Al-Mamlaka-Arena, Riad, Saudi-Arabien                 | Lyndon Arthur WBA-Halbschwergewicht-Titelverteidigung                   | Punktsieg (einstimmig) / 12 Runden                  |
| 2024                                                      | 1. Juni      | Al-Mamlaka-Arena, Riad, Saudi-Arabien                 | Malik Zinad WBA-Halbschwergewicht-Titelverteidigung                     | Sieg / TKO 6. Runde                                 |
| 2024                                                      | 12. Oktober  | Al-Mamlaka-Arena, Riad, Saudi-Arabien                 | Artur Beterbiev IBF/WBA/WBC/WBO-Halbschwergewicht-Titelvereinigung      | Punktniederlage (Mehrheitsentscheidung) / 12 Runden |
| 2025                                                      | 22. Februar  | Al-Mamlaka-Arena, Riad, Saudi-Arabien                 | Artur Beterbiev IBF/WBA/WBC/WBO-Halbschwergewicht-Weltmeisterschaft     | Punktsieg (Mehrheitsentscheidung) / 12 Runden       |
| Quelle: Dmitri Jurjewitsch Biwol in der BoxRec-Datenbank  |              |                                                       |                                                                         |                                                     |

## Sonstiges
Bivol ist der Sohn eines moldawischen Vaters und einer koreanischen Mutter.
Bivol ist nach Aussage seiner Ex-Frau zum Islam Konvertiert.